# Экономика Танзании
Танзания — одна из наименее развитых стран мира. Уровень бедности в Танзании высок.

## История
В 1892 году здесь началось выращивание агавы (в дальнейшем ставшее важной отраслью экономики страны).
9 декабря 1961 года Великобритания предоставила независимость Таньганьике, после её объединения с Занзибаром 26 апреля 1964 года была создана объединённая республика Танганьика (в составе возглавляемого Великобританией Содружества наций).
В начале 1967 года правительство приняло программу построения в стране социалистического общества. Были национализированы иностранные банки, страховое дело и крупнейшие торговые компании (с выплатой компенсации прежним владельцам), создана Национальная корпорация развития (координирующая развитие горнодобывающей и обрабатывающей промышленности), начато развитие крестьянской кооперации.
По состоянию на начало 1970 года Танзания являлась отсталой аграрной страной, основой экономики которой являлись сельское хозяйство (в котором было занято более 90 % населения) и горнодобывающая промышленность.

## Сельское хозяйство
Несмотря на засушливый климат, сельское хозяйство остается основой экономики Танзании. В 70-х годах экономика страны развивалась быстрыми темпами благодаря высоким ценам на танзанийскую экспортную продукцию. В сельском хозяйстве занято 80 % рабочей силы, и оно даёт 26,5 % ВВП. Выращиваются кофе, табак, сизаль. Одной из основных сельхозкультур является чай, половина производства находится под контролем Чайного управления, которое перерабатывает на своих 14 фабриках лист, собираемый также на частных плантациях. Действуют и 7 частных фабрик. Все производство осложняется массой проблем: устаревшее оборудование, нехватка рабочих рук, транспорта, перебои с горючим, засухи. По оценке некоторых отечественных авторов — по своему качеству танзанийский чай сравним с кенийским и потому продается на международном рынке по достаточно высоким ценам.

## Промышленность
Промышленность даёт 25,6 % ВВП, в ней занято 10 % рабочей силы. Представлена в основном предприятиями пищевой промышленности и по переработке сельскохозяйственного сырья. Основные промышленные центры размещены в Дар-эс-Саламе — нефтеперерабатывающий, цементный, автосборочный заводы, крупные текстильные фабрики. Танга — второй по величине город, промышленный центр и океанский порт страны, в нём размещены завод передельной металлургии, завод химических удобрений, текстильная фабрика, предприятия по переработке сизаля, чая, табака. В нижнем течении р. Пангани две ГЭС — «Хале» и «Пангани-Фолс» общей мощностью около 40 тыс. кВт.

## Полезные ископаемые
В Танзании ведётся добыча золота, в 2014 году объём добычи составил 1.27 млн унций. Танзания — четвёртый крупнейший золотодобытчик в Африке после ЮАР, Ганы и Мали, экспорт золота — это один из ключевых источников валюты для этой восточно-африканской страны. В стране работают такие золотодобывающие компании, как AngloGold Ashanti и Acacia Mining Ltd, ранее African Barrick Gold Plc.
Танзания в целом богата полезными ископаемыми, но её минерально-сырьевая база изучена слабо. Помимо золота эксплуатируются месторождения алмазов, танзанитов, природного газа и фосфатного сырья. Шахта Уильямсон произвела более 3,8 тонн алмазов. Выявлены незначительны месторождения железных и хромовых руд, свинца и цинка, олова и вольфрама, платиноидов, бокситов. Достаточно высоко оцениваются ресурсы бурого и каменного угля, никеля, кобальта.

## Транспорт
Автодороги
- всего — 86 472 км (2010)[2], в том числе
  - с твердым покрытием — 7092 км
  - без твердого покрытия — 79 380 км

С севера на юг через всю Танзанию проходит трансафриканское шоссе Каир-Кейптаун.
Железные дороги
- всего — 4567 км (2014)[2]

Аэропорты
- всего — 166 (2013)[2], в том числе
  - с твердым покрытием — 10
  - без твердого покрытия — 156

Водный транспорт
- всего судов — 9 водоизмещением 24,801 грт/31,507 дедвейт
  - сухогрузы — 1
  - пассажирские/сухогрузы — 4
  - нефтяные танкеры — 4

## Торговля
Экспорт: $5,194 млрд (2017)

Статьи экспорта: золото, кофе, хлопок, кешью, чай 

Основные покупатели: Индия — 21,8 %, ЮАР — 17,9 %, Кения — 8,8 %, Швейцария — 6,7 %, Бельгия — 5,9 %, Демократическая Республика Конго — 5,8 %, Китай — 4,8 % (2017 год)
Импорт: $8,610 млрд (2017)
Статьи импорта: машины и оборудование, минеральное сырьё, включая нефть, потребительские товары
Основные поставщики: Индия — 16,5 %, Китай — 15,8 %, ОАЭ — 9,2 %, Саудовская Аравия — 7,9 %, ЮАР — 5,1 %, Япония — 4,9 %, Швейцария — 4,4 % (2017 год)